# Actias
Az  Actias a rovarok (Insecta) osztályába, a lepkék (Lepidoptera) rendjébe, ezen belül a pávaszemek (Saturniidae) családjába tartozó nem, melyet William Elford Leach írt le először 1815-ben.
A név jelentése: A görög mitológiában Actaeus volt Attika első királya, Aglarus apja és Cecrops apósa.

## A nembe tartozó fajok
- Actias acutapex
- Actias aliena (Arthur Gardiner Butler, 1879)
- Actias angulocaudata (Stefan Naumann és Thierry Bouyer, 1998)
- Actias apollo (Johannes Karl Max Röber, 1923)
- Actias artemis (Otto Vasilievich Bremer és John Edward Gray, 1853)
- Actias arianeae (Ronald Brechlin, 2007)
- Actias azteca
- Actias australovietnama (Ronald Brechlin, 2000)
- Actias besanti (Rebel, 1895)
- Actias bolli
- Actias brevijuxta (Wolfgang A. Nässig és Colin Guy Treadaway, 1997)
- Actias bulbosa
- Actias caeca
- Actias callandra (Karl Jordan, 1911)
- Actias chapae (Rudolf Emil Mell, 1950)
- Actias chrisbrechlinae (Ronald Brechlin, 2007)
- Actias diana
- Actias dictynna
- Actias distincta (Niepelt, 1932)
- Actias dubernardi (Charles Oberthür, 1897)
- Actias dulcinea (Arthur Gardiner Butler, 1881)
- Actias eberti (Pierre Claude Rougeot, 1969)
- Actias felicis (Charles Oberthür, 1896)
- Actias flavicollis
- Actias fournieri (Darge, 1971)
- Actias jordani
- Actias gnoma (Arthur Gardiner Butler, 1877)
- Actias graesilia
- Actias groenendaeli (Walter Karl Johann Roepke, 1954)
- Actias guangxiana (Ronald Brechlin, 2012)
- Actias heterogyna
- Actias ignescens (Frederic Moore, 1877)
- Actias isabellae (Mariano de la Paz Graells y de la Agüera, 1849)
- Actias isis (L. Sonthonnax, 1899)
- Actias keralana (Wolfgang A. Nässig, Stefan Naumann és Alessandro Giusti, 2020)
- Actias kongjiara (Hong-Fu Chu és Lin-Yao Wang, 1993)
- Actias kuhnei (Pinhey, 1969)
- Actias lacrimans
- Actias laotiana (Testout, 1936)
- Actias laovieta (Stefan Naumann, Wolfgang A. Nässig és Swen Löffler, 2017)
- Actias luna (Carl von Linné, 1758)
- Actias lungpoana
- Actias maasseni
- Actias maenas (Edward Doubleday, 1847)
- Actias malaisei
- Actias mandschurica
- Actias mariae
- Actias miae
- Actias mimosae (Boisduval, 1847)
- Actias miyatai
- Actias mortoni
- Actias mittrei (Guérin-Méneville, 1846)
- Actias neidhoeferi (Perry S. Ong és C.K. Yu, , 1968)
- Actias ningpoana (Cajetan Freiherr von Felder és Rudolf Felder, 1862)
- Actias omeishana (Watson, 1912)
- Actias parasinensis (Ronald Brechlin, 2009)
- Actias peggyae (Ronald Brechlin, 2017)
- Actias philippinica (Wolfgang A. Nässig és Colin Guy Treadaway, 1997)
- Actias rasa (Ronald Brechlin és Aidas Saldaitis, 2016)
- Actias rhodopneuma (Roeber, 1925)
- Actias rosenbergii (Kaup, 1895)
- Actias rossi
- Actias rubromarginata
- Actias rubrosuffusa
- Actias seitzi (Jorinus Pieter Adrianus Kalis, 1934)
- Actias selene (Jacob Hübner, 1806)
- Actias selene (Jacob Kirby, 1896)
- Actias shaanxiana (Ronald Brechlin, 2007)
- Actias sinensis (Francis Walker, 1855)
- Actias sjoqvisti (Bryk, 1948)
- Actias sumbawaensis
- Actias timorensis
- Actias tomariactias
- Actias truncatipennis (L. Sonthonnax, 1899)
- Actias truncatispinus (L. Sonthonnax, 1899)
- Actias uljanae (Ronald Brechlin, 2007)
- Actias vandenberghi
- Actias vanschaycki (Ronald Brechlin, 2013)
- Actias winbrechlini (Ronald Brechlin, 2007)
- Actias witti (Ronald Brechlin, 2007)
- Actias xenia (Heinrich Ernst Karl Jordan, 1911)[3][5][6][7][11][12][13][14]

## Képgaléria

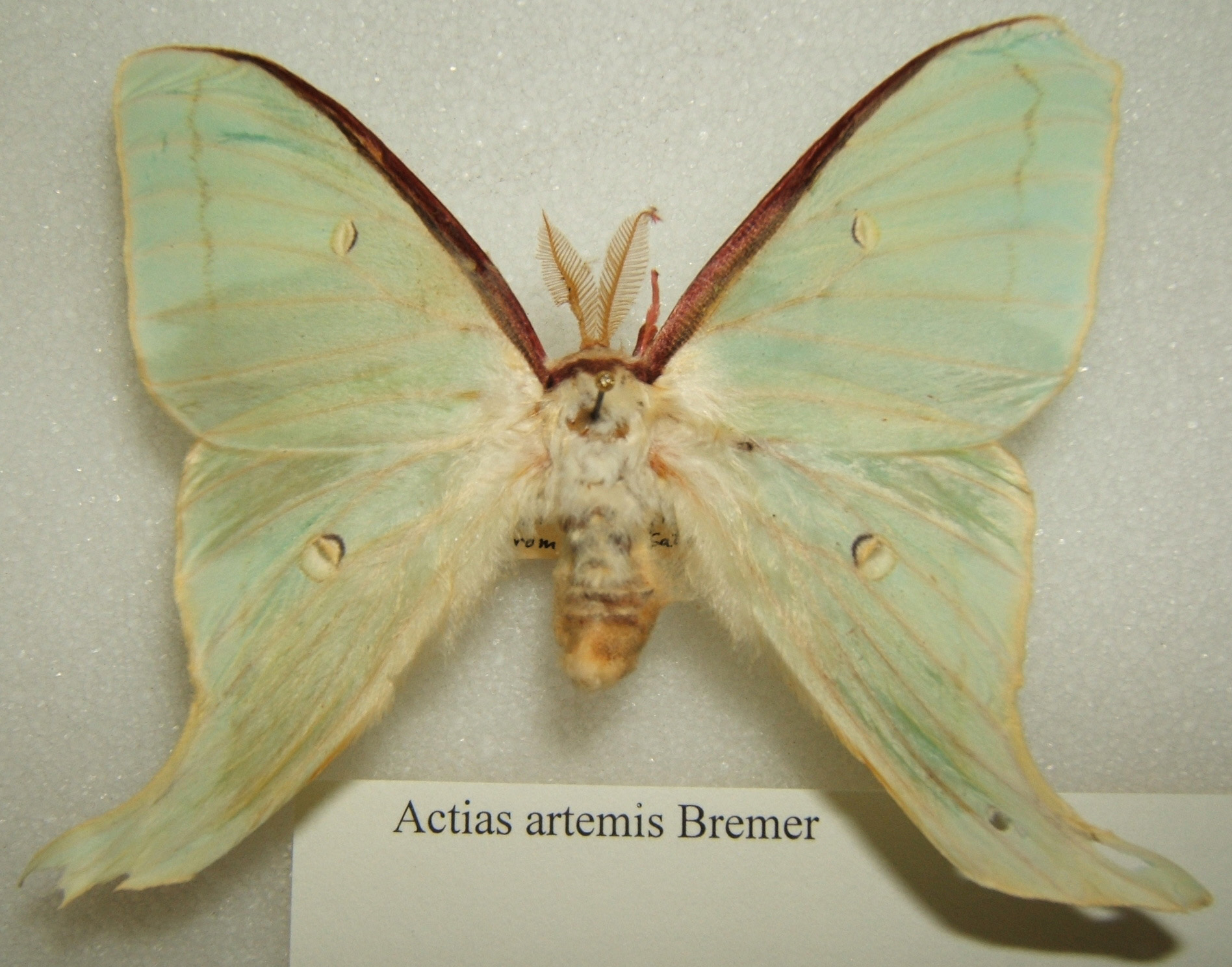
Actias artemis hím
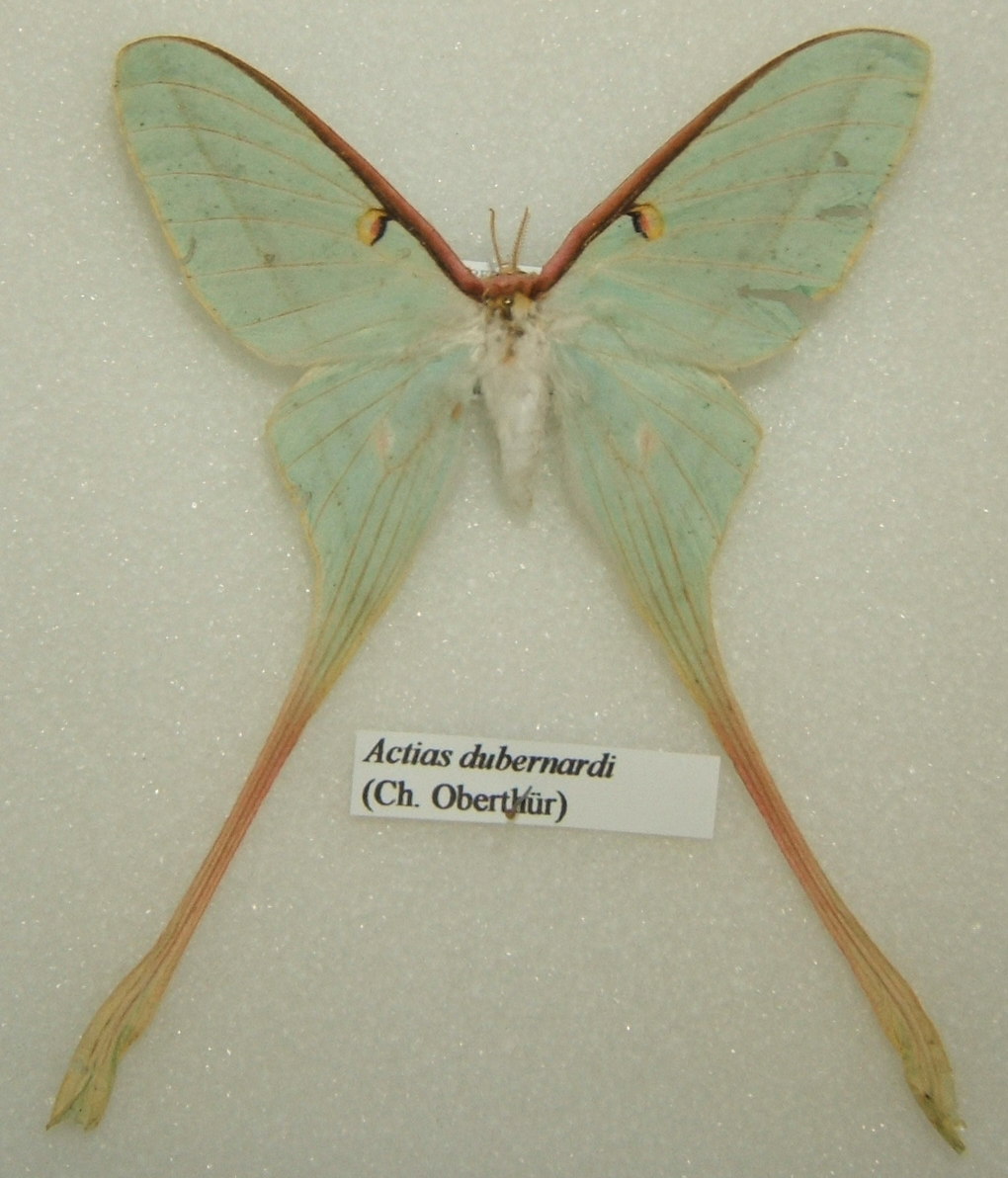
Actias dubernardi nőstény
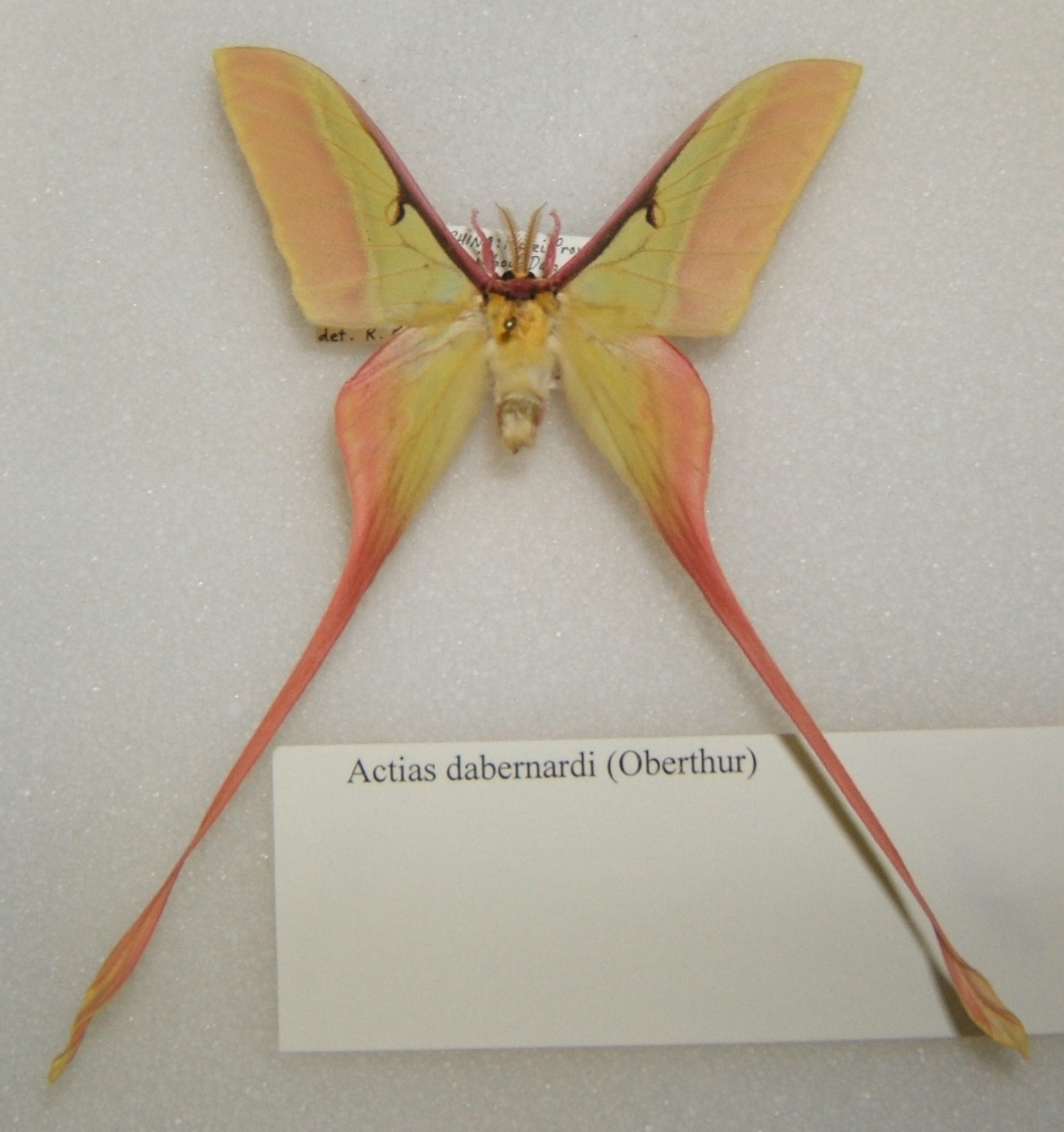
Actias dubernardi hím
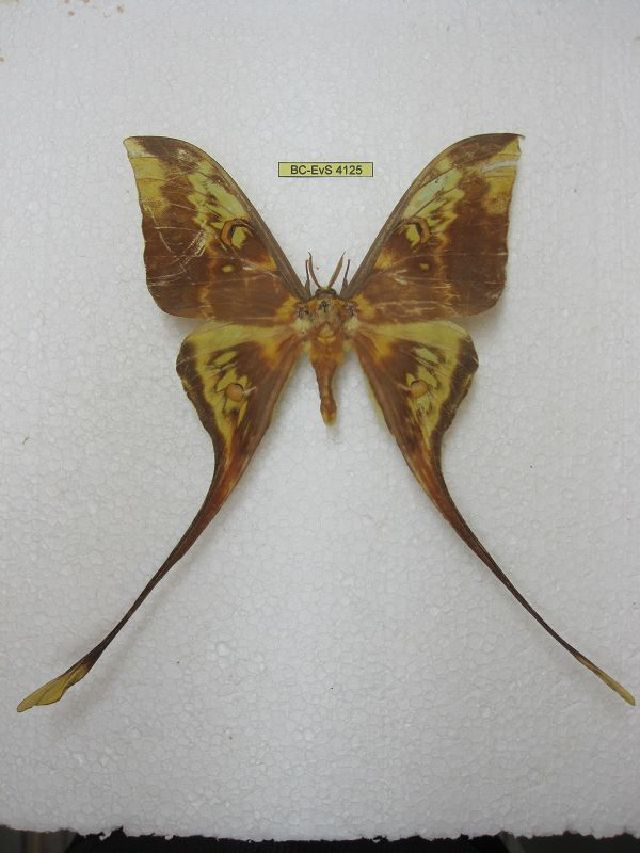
Actias ignescens
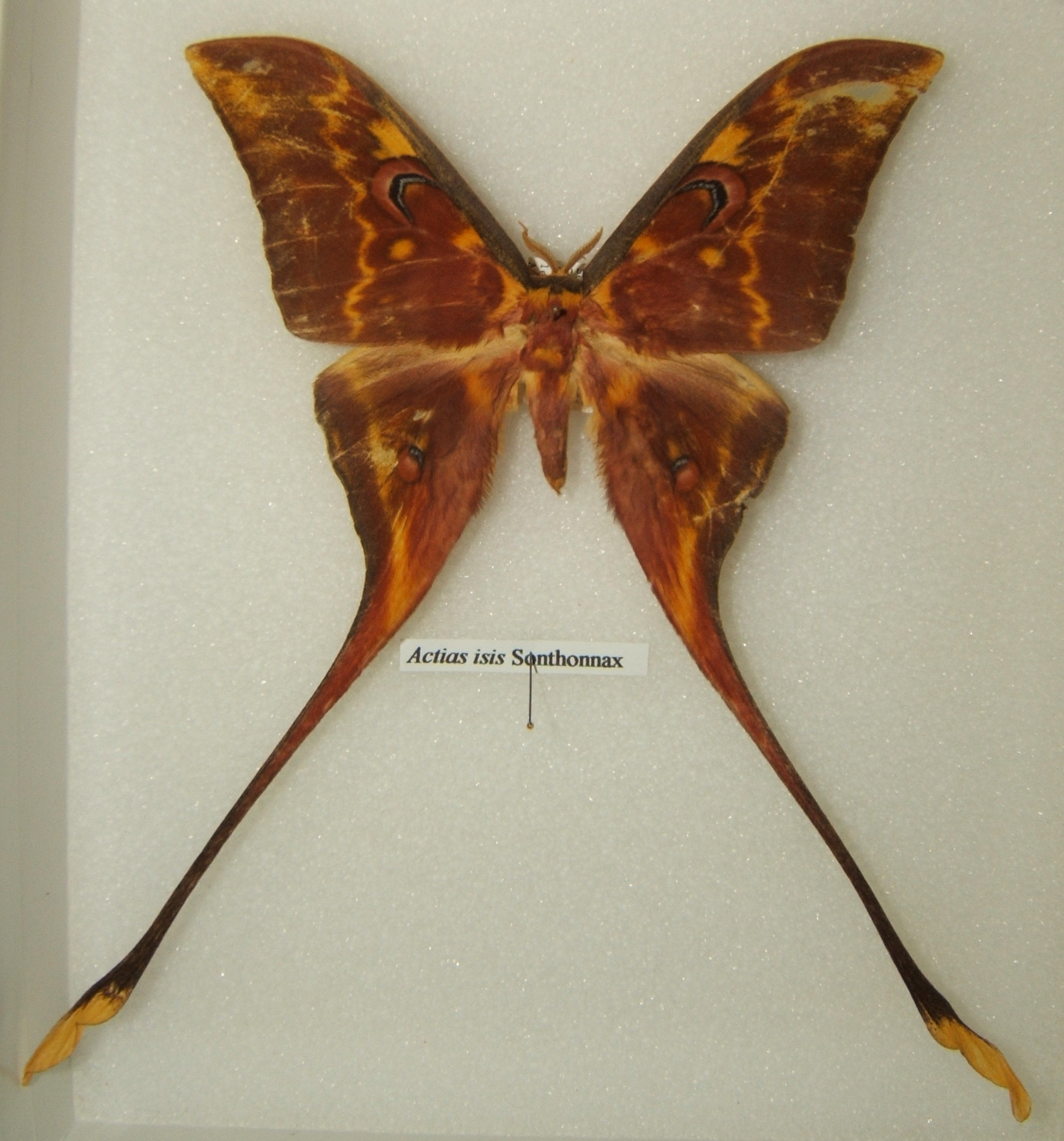
Actias isis hím
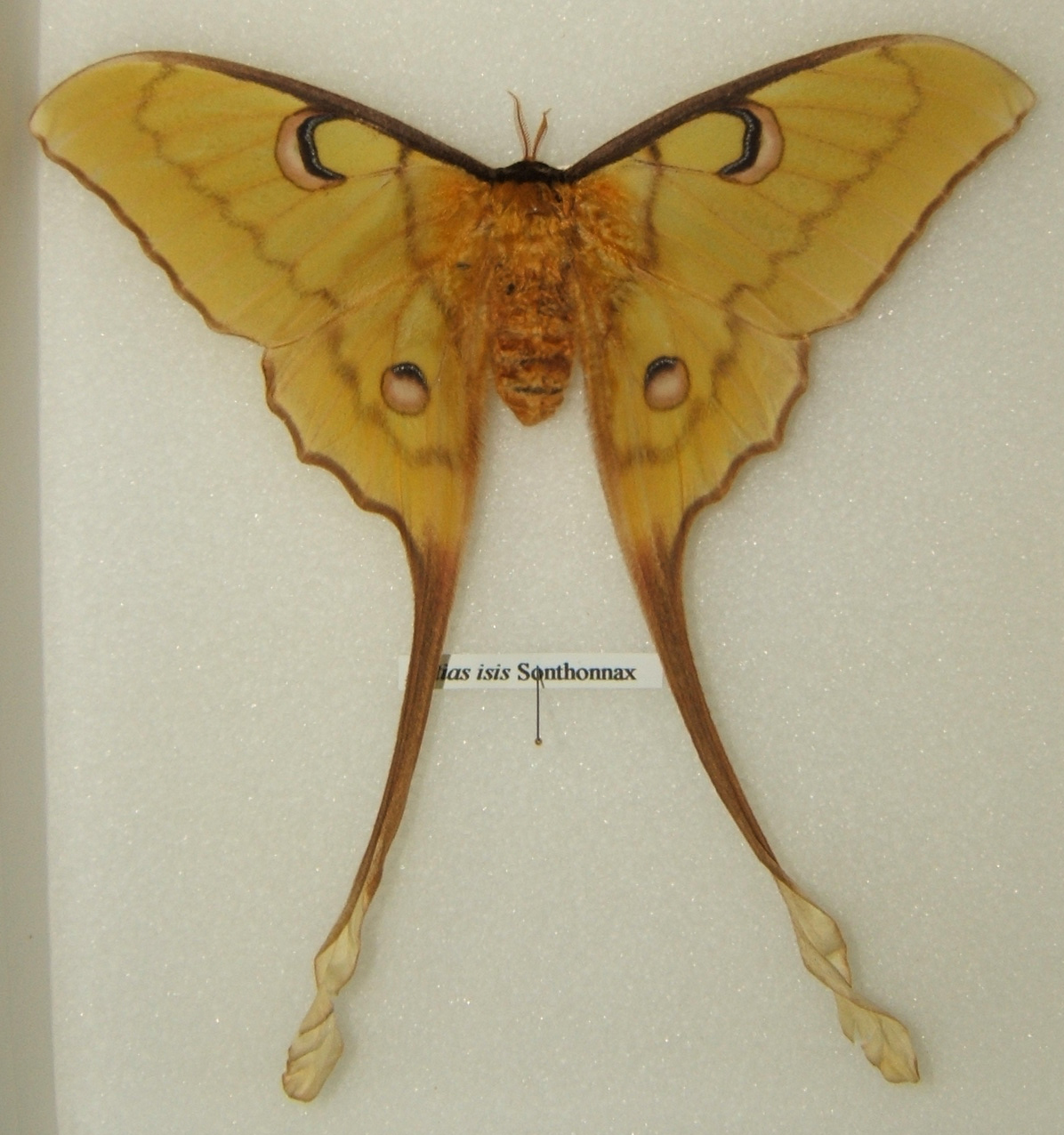
Actias isis nőstény
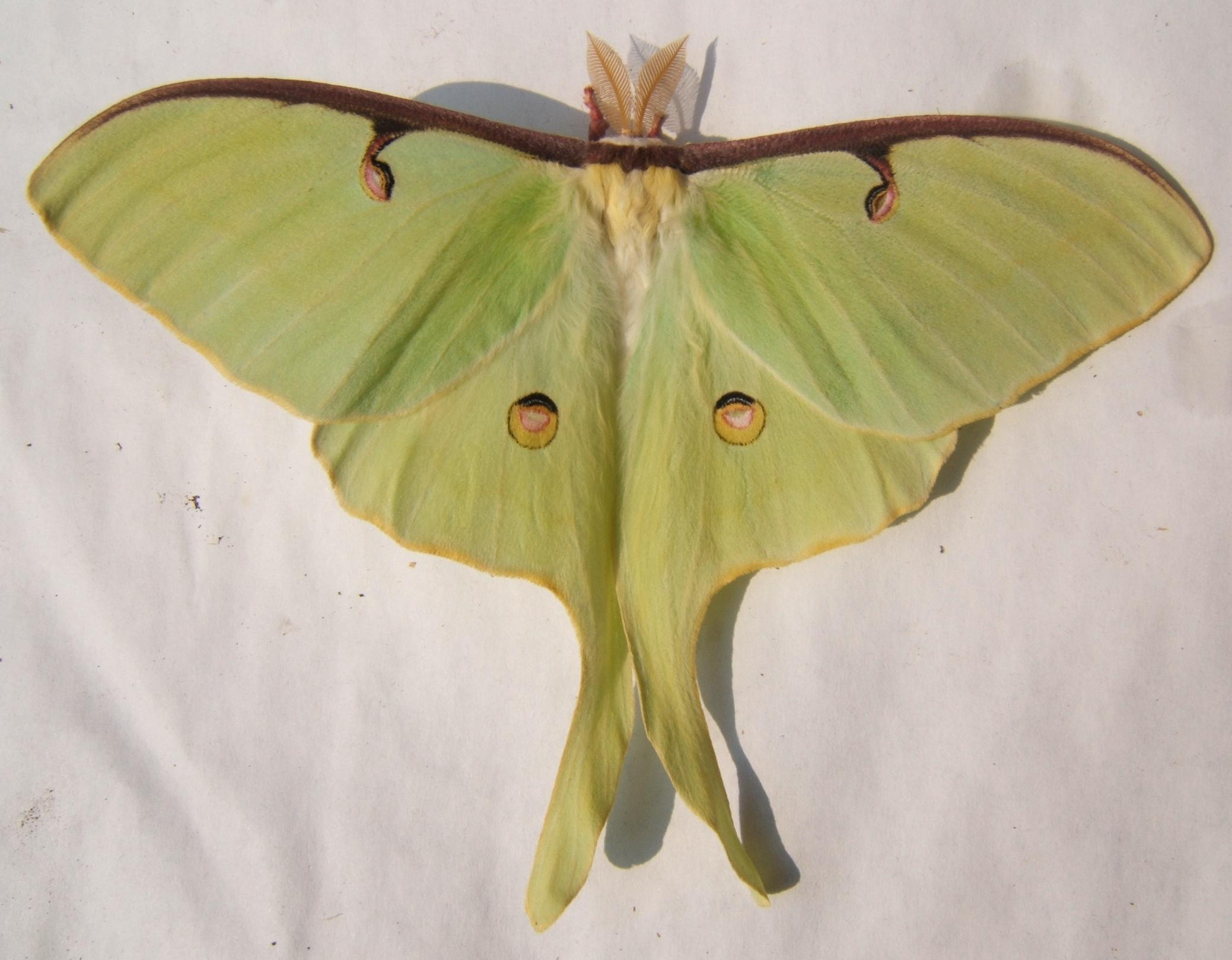
Actias luna hím
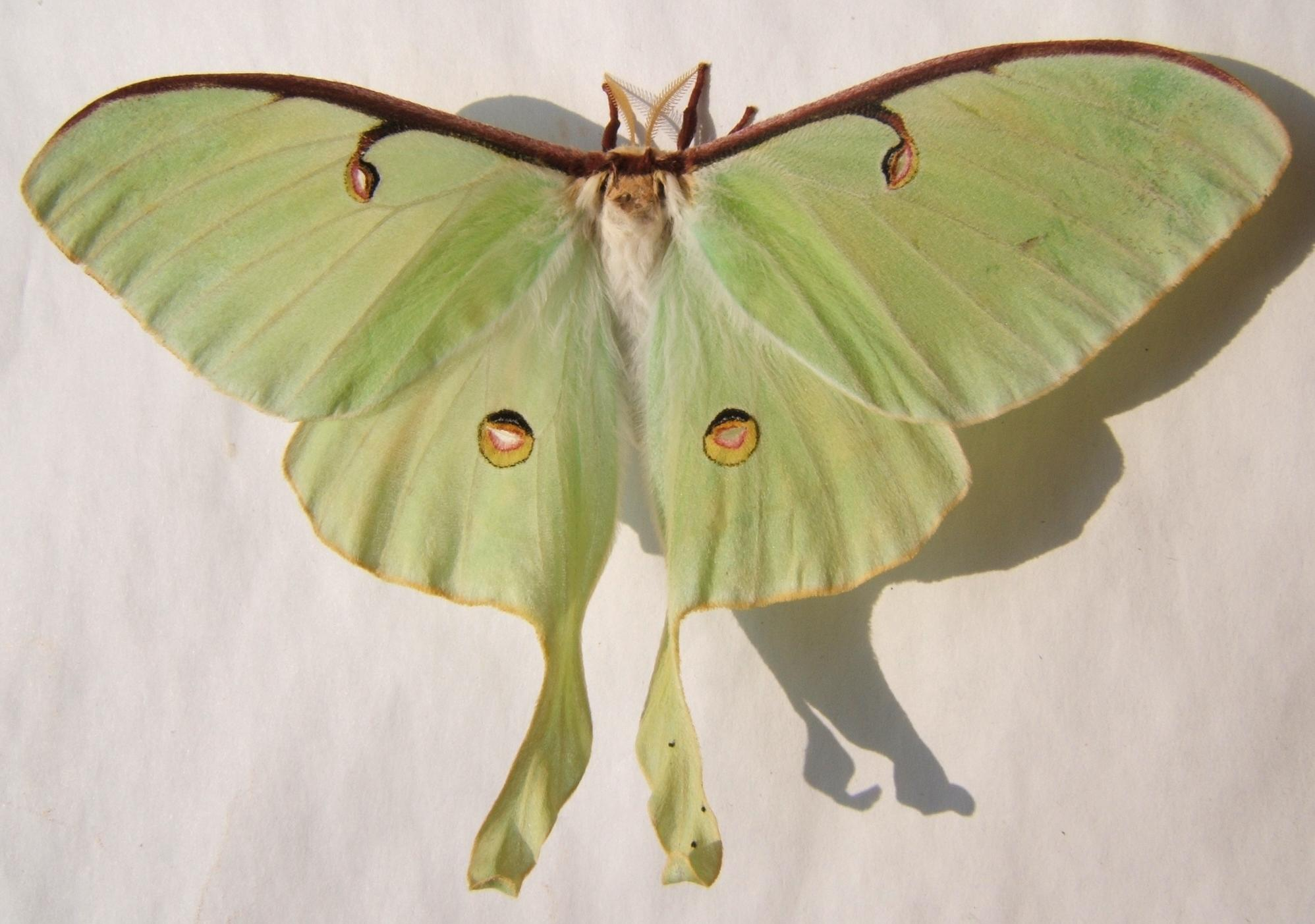
Actias luna nőstény
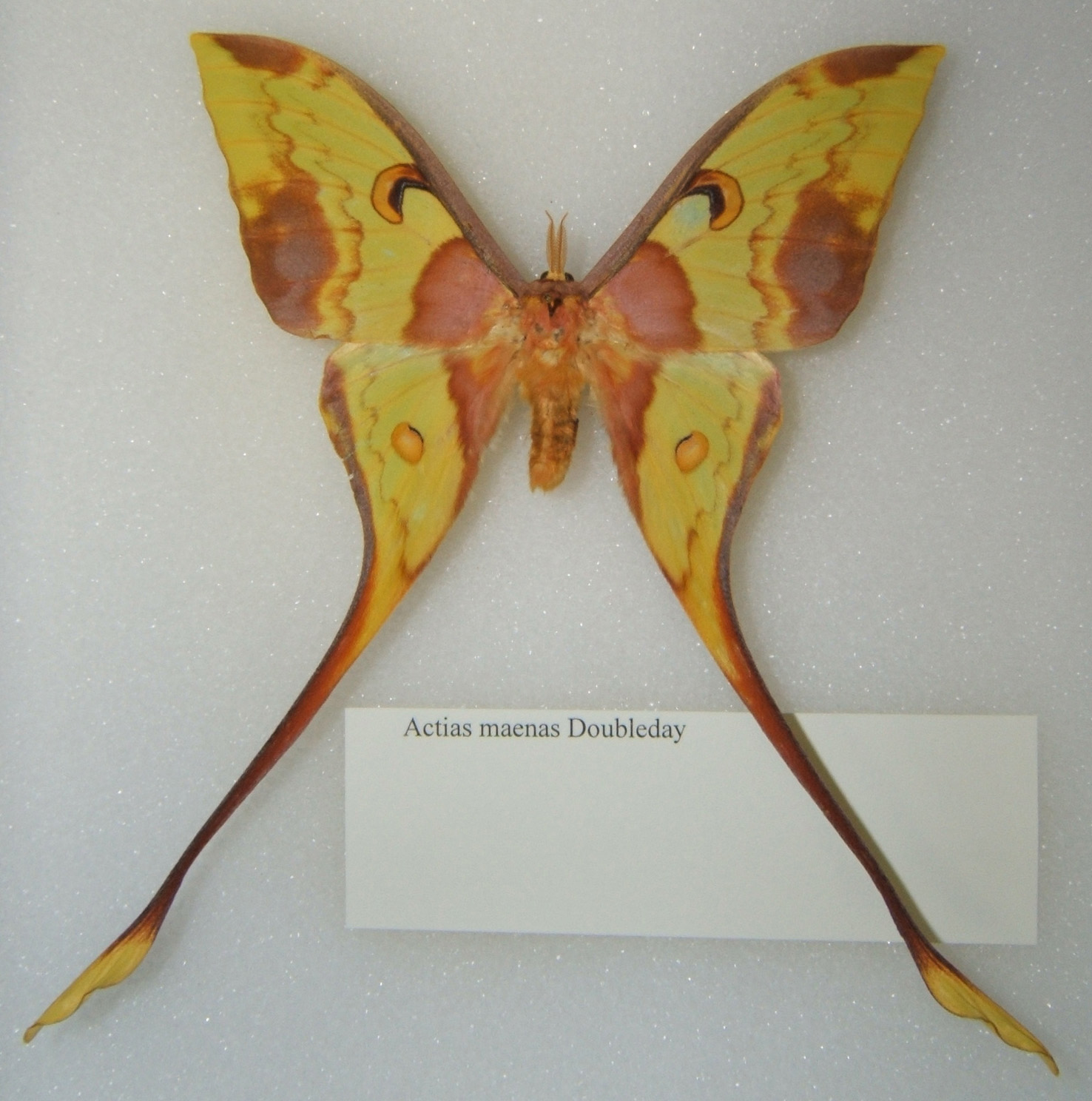
Actias maenas hím
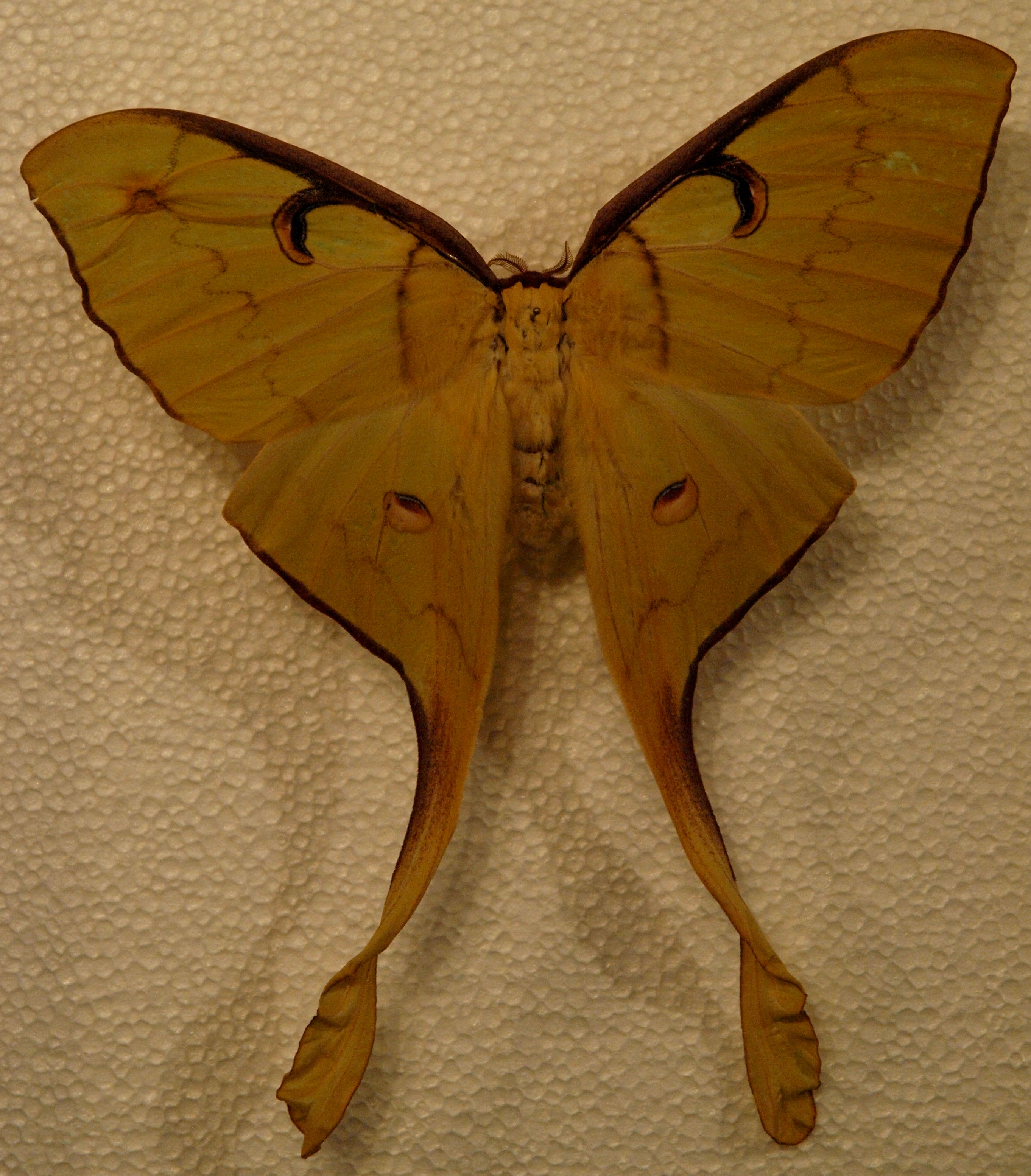
Actias maenas nőstény
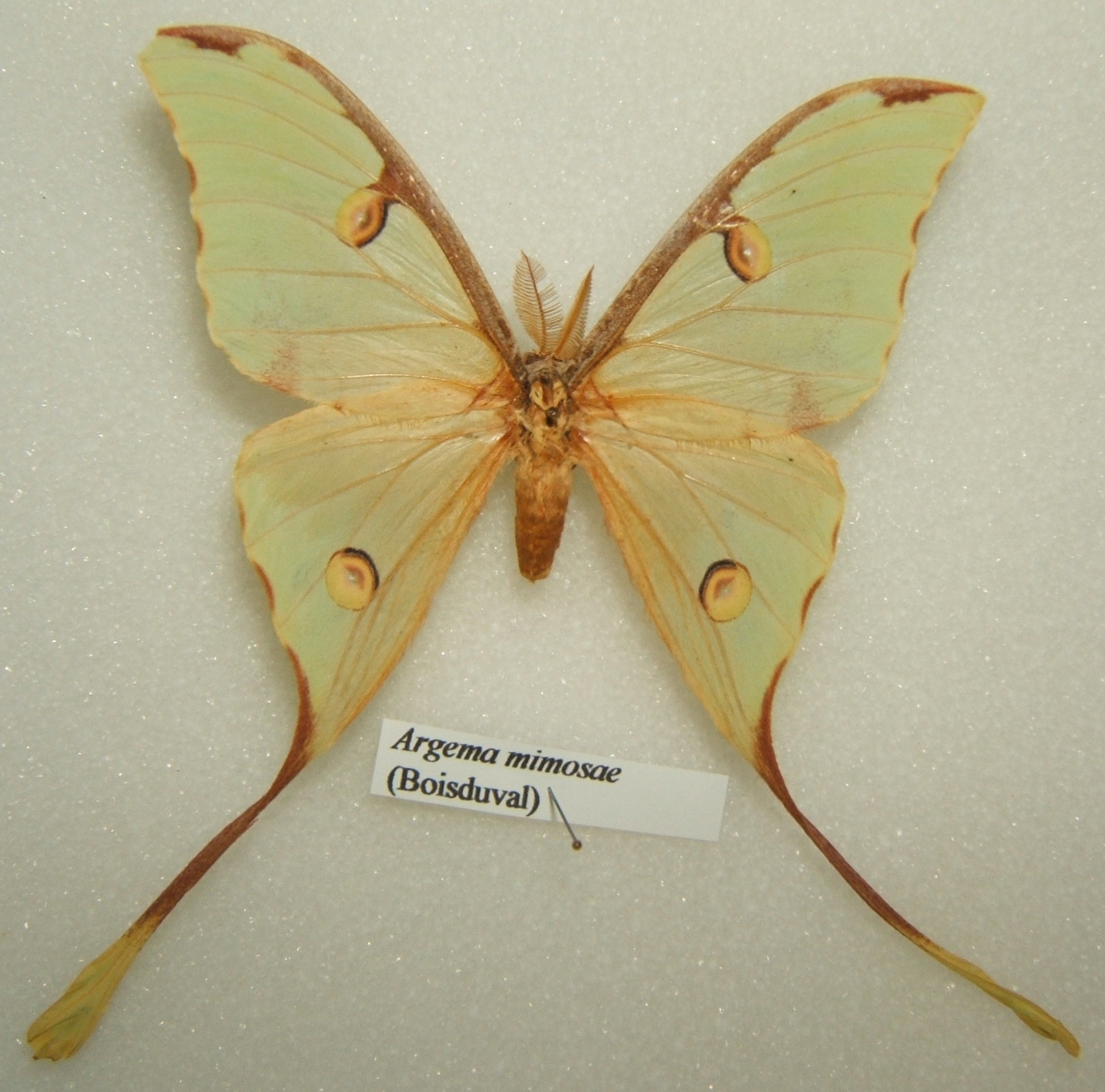
Argema mimosae hím
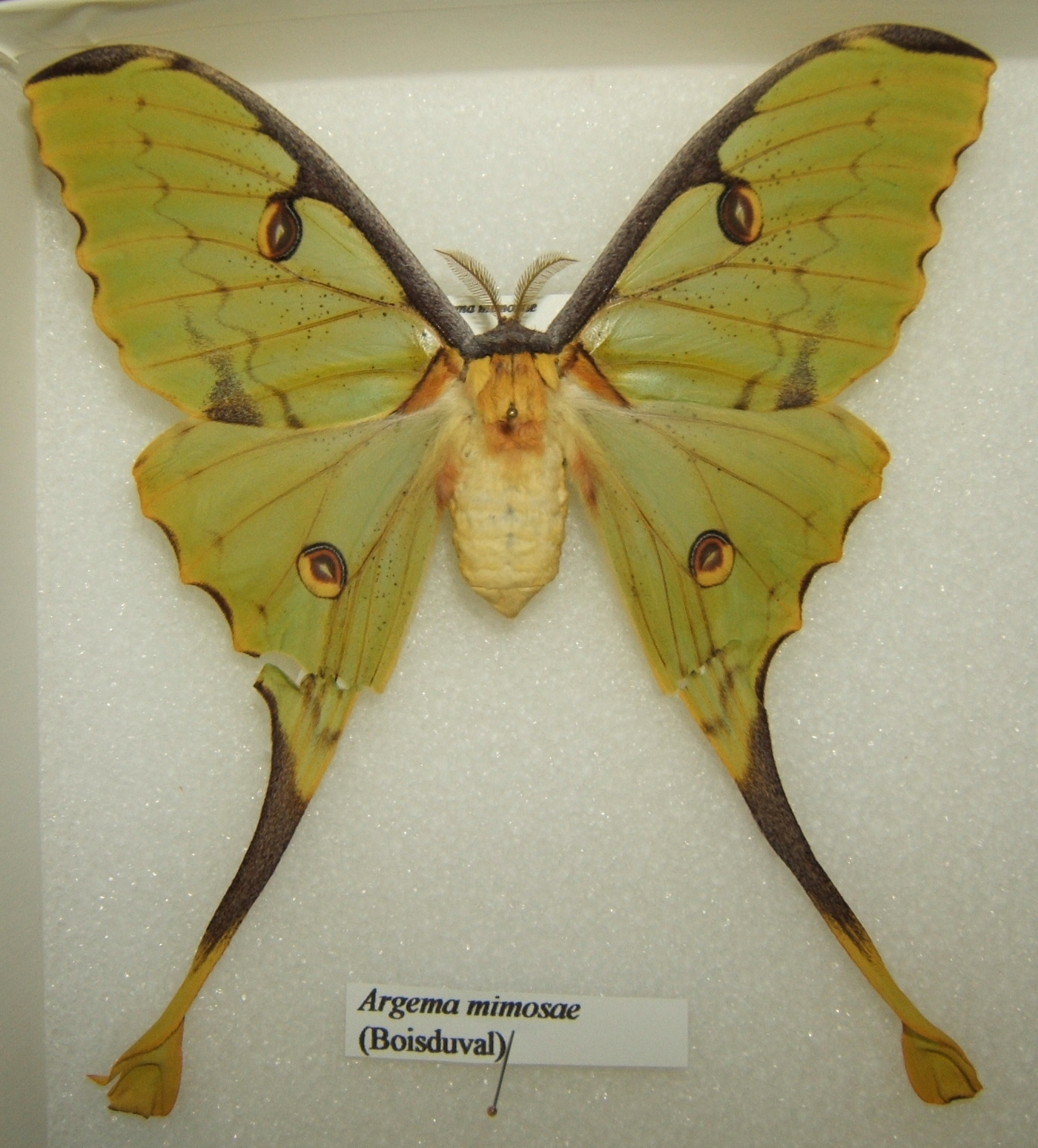
Argema mimosae nőstény
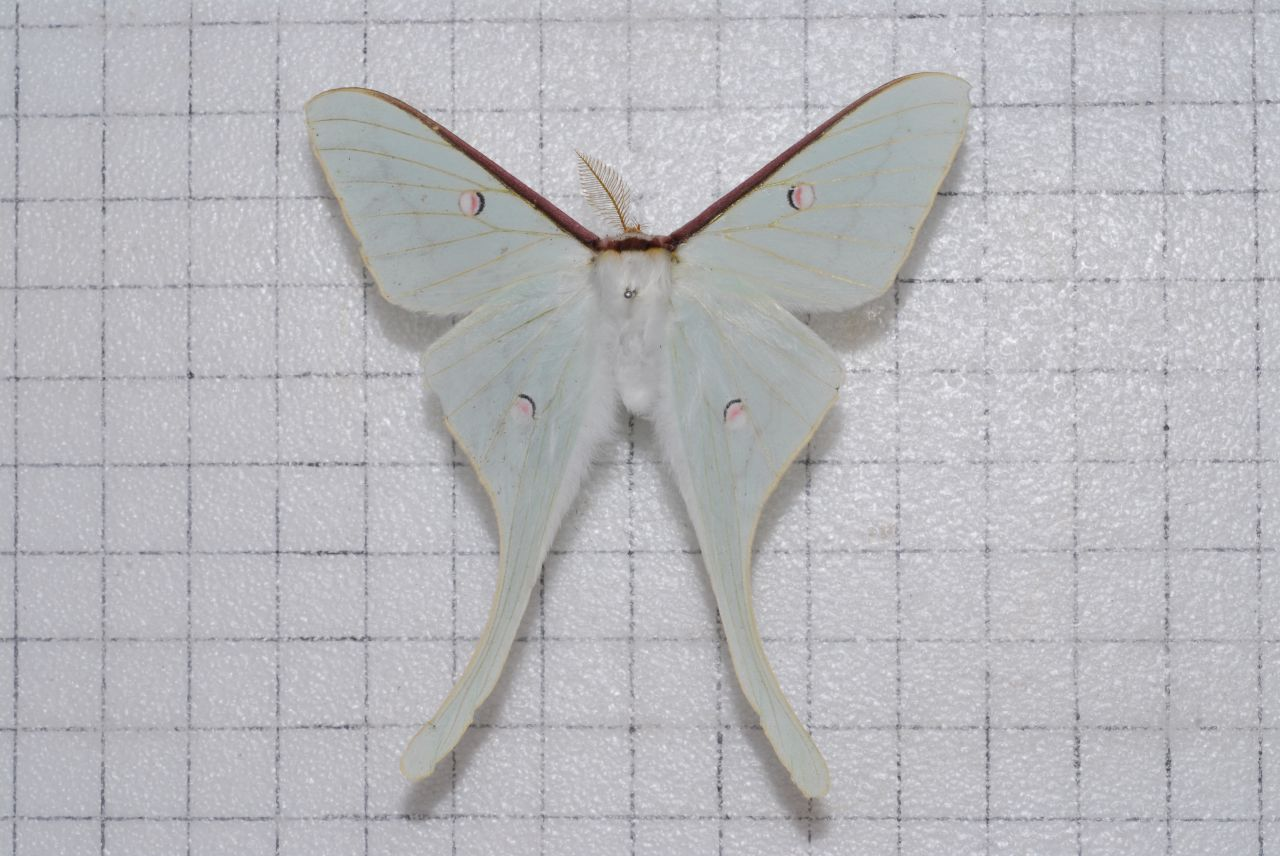
Actias neidhoeferi
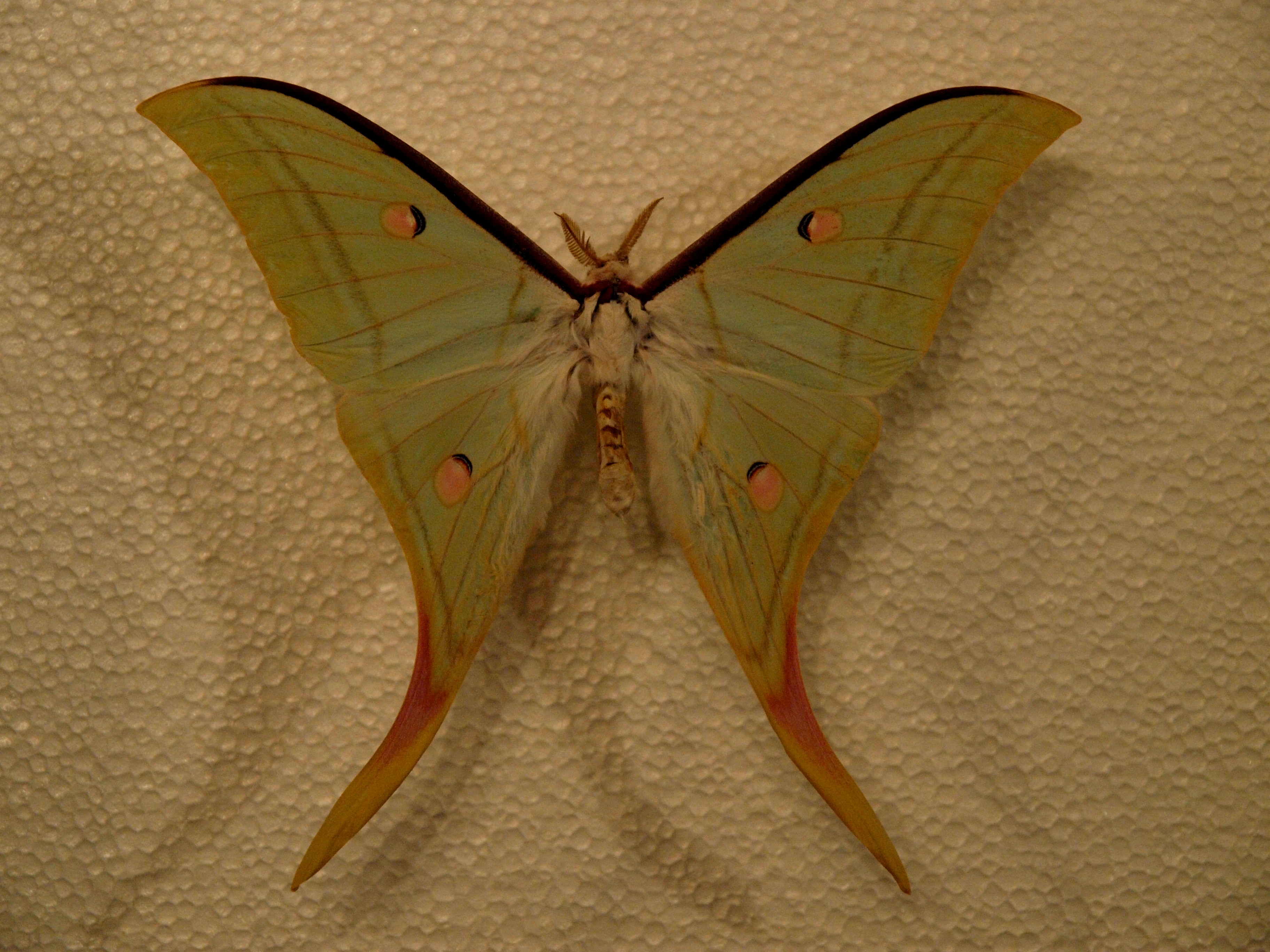
Actias ningpoana hím
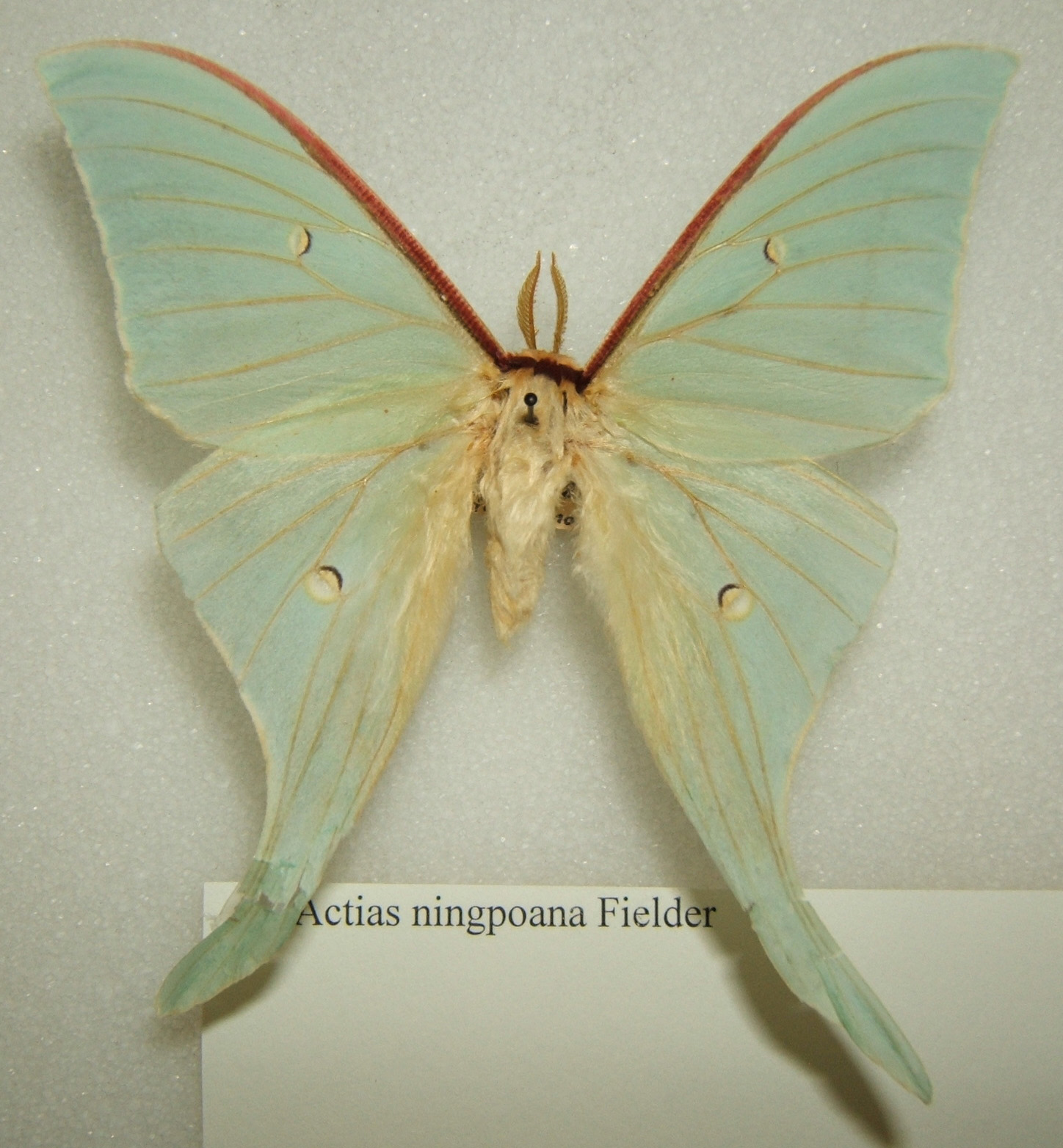
Actias ningpoana nőstény
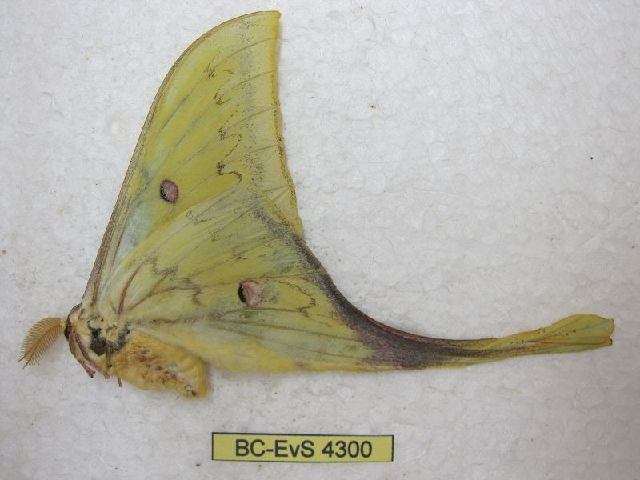
Actias parasinensis
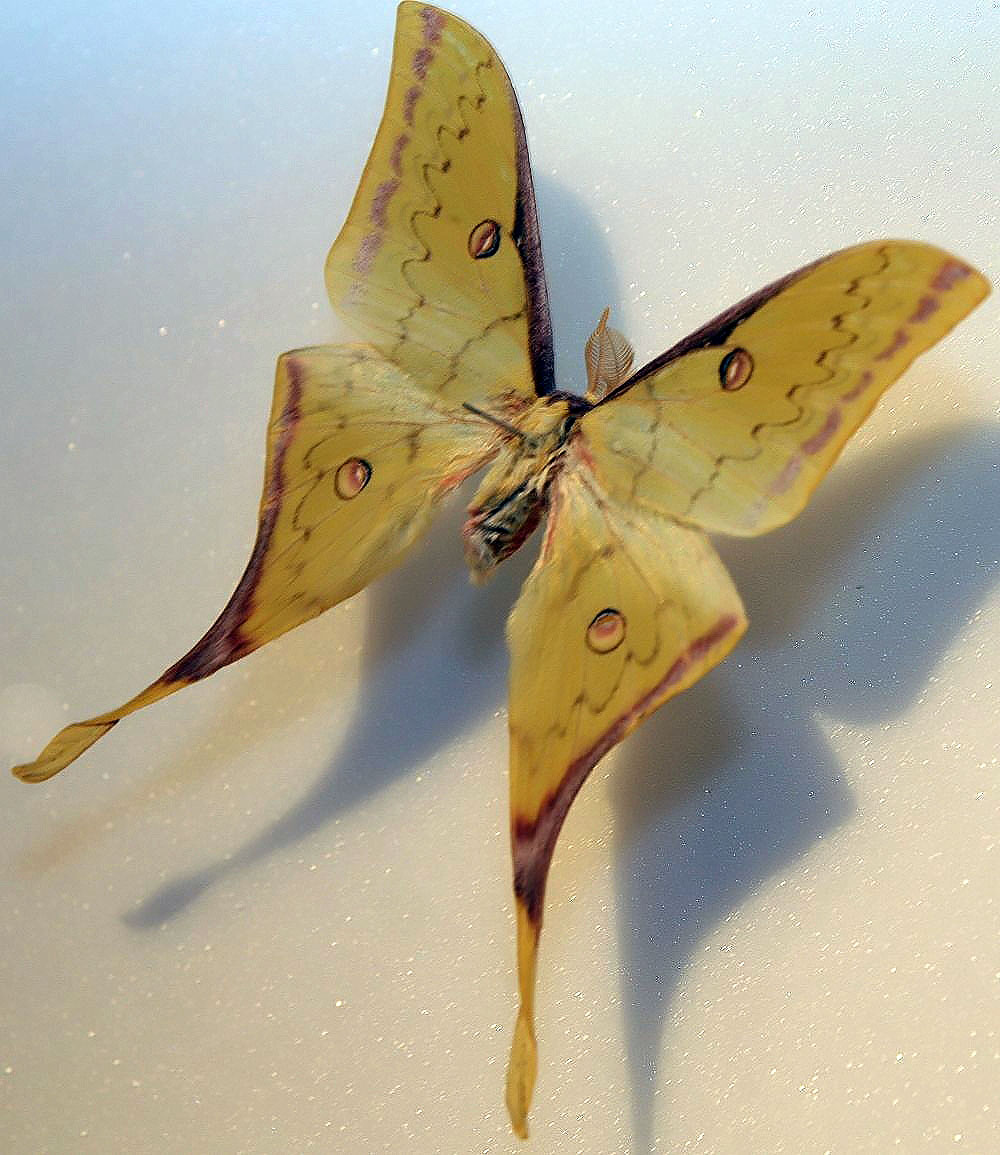
Actias philippinica
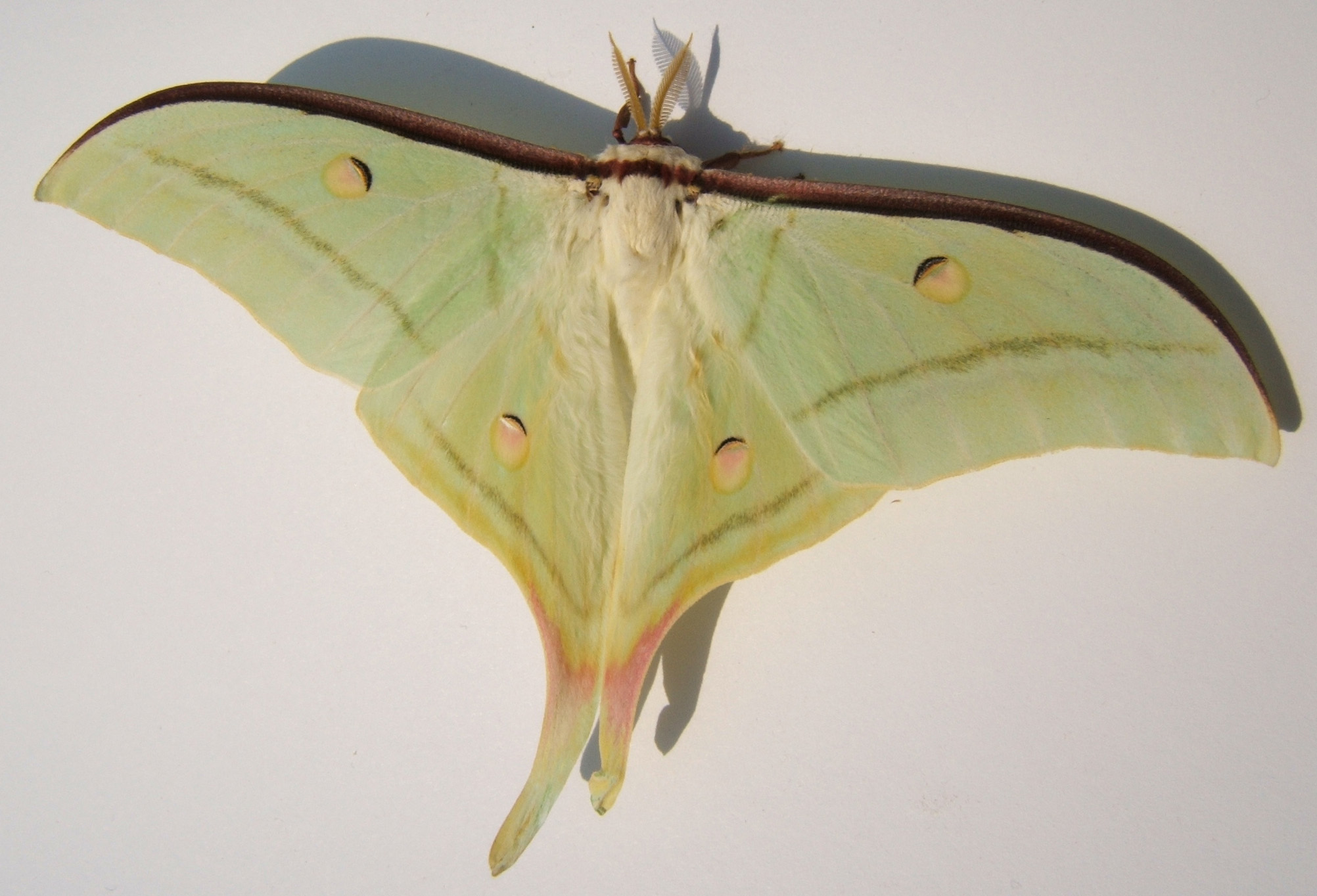
Actias selene hím
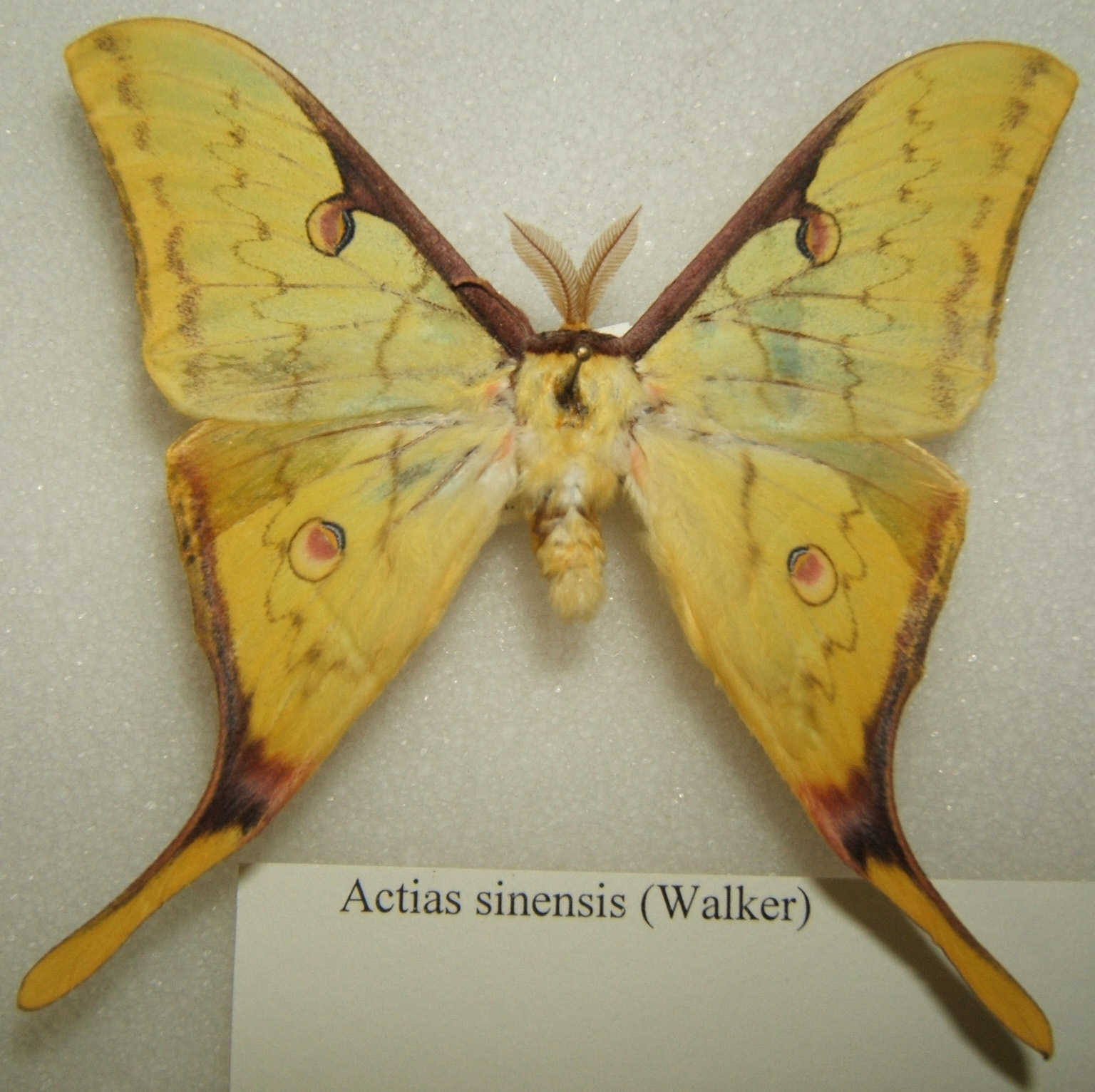
Actias sinesis hím
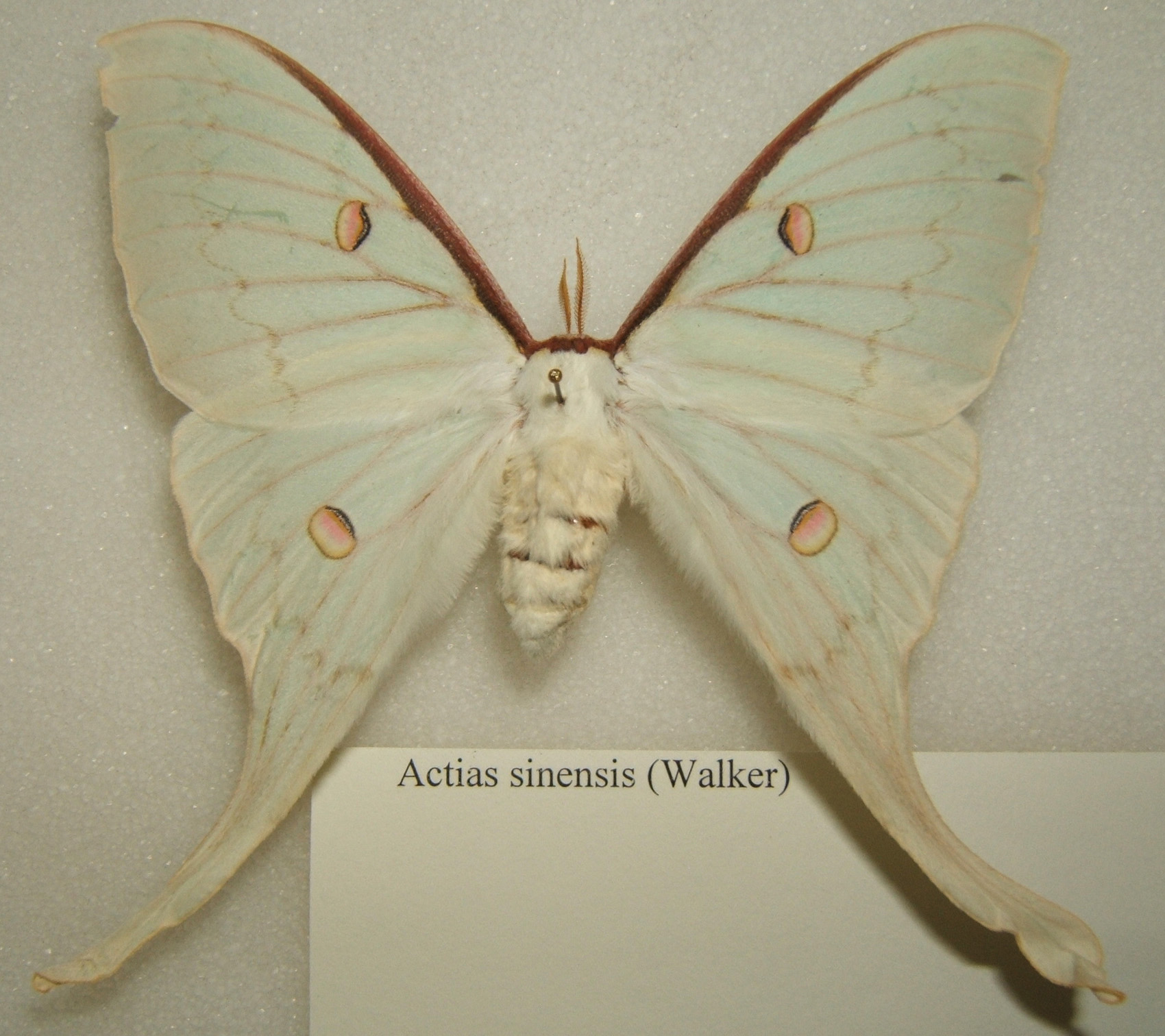
Actias sinensis nőstény
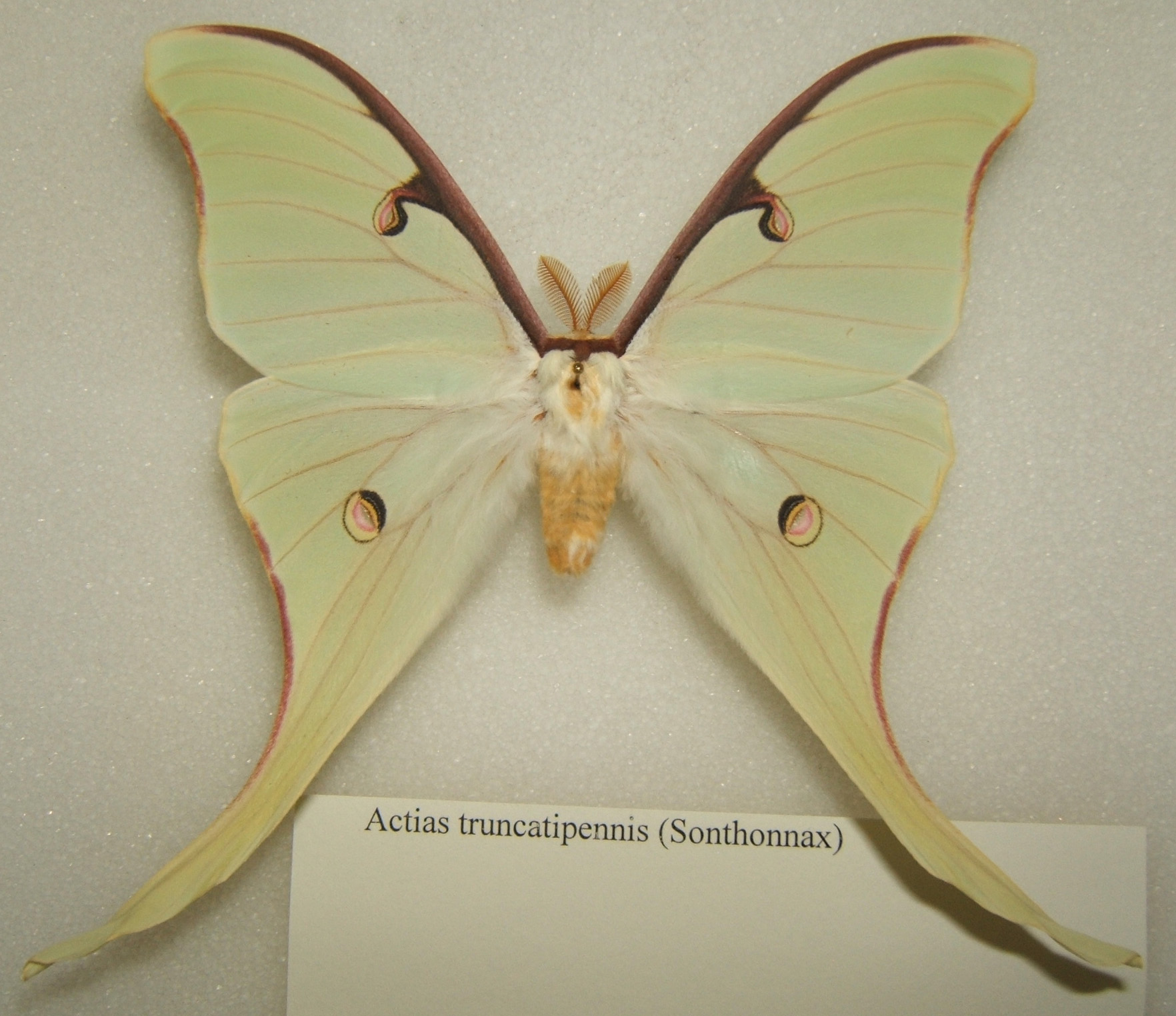
Actias truncatipennis hím
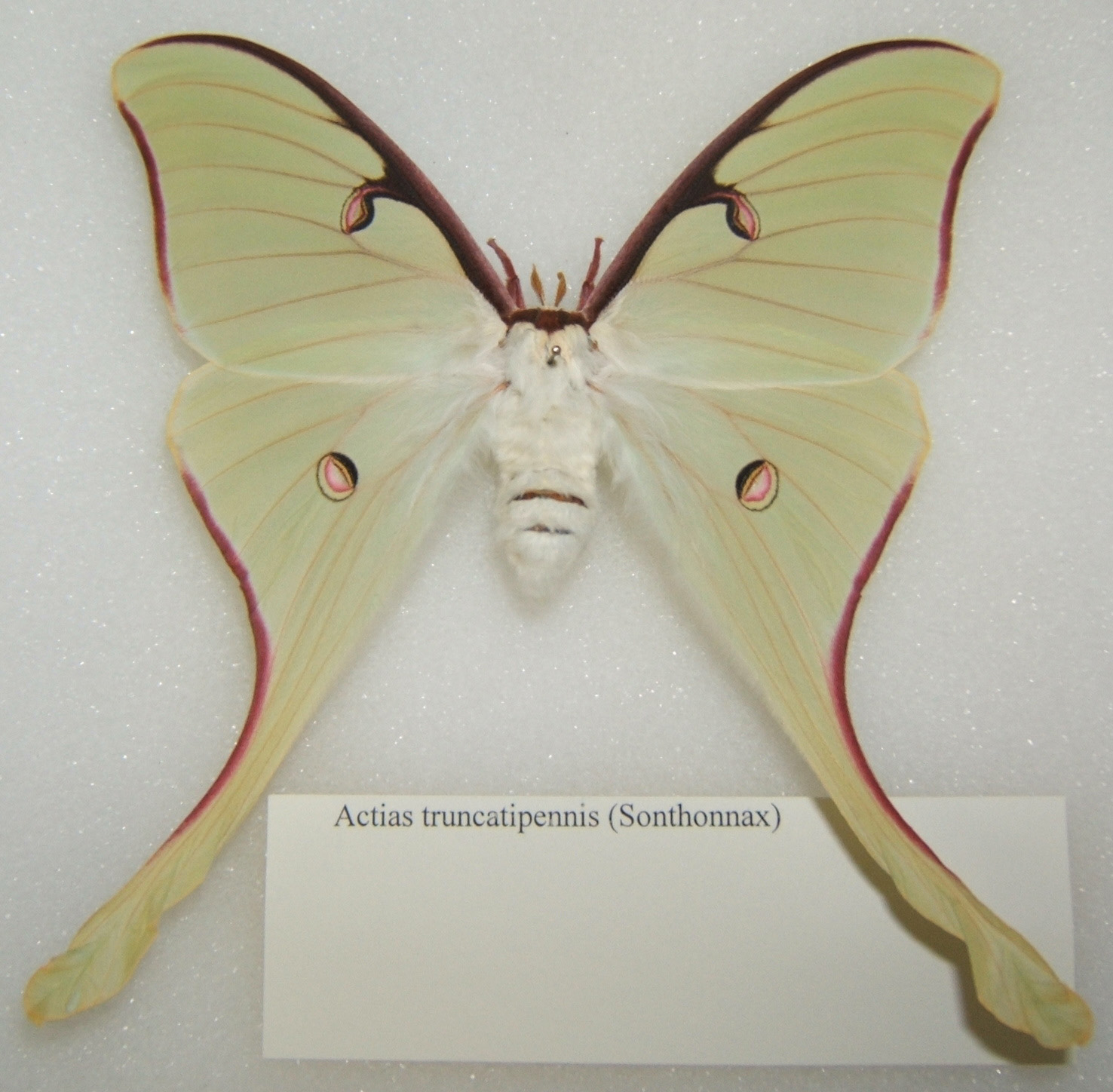
Actias truncatipennis nőstény